# Bulbophyllum hydrophilum
Bulbophyllum hydrophilum är en orkidéart som beskrevs av Johannes Jacobus Smith. Bulbophyllum hydrophilum ingår i släktet Bulbophyllum och familjen orkidéer. Inga underarter finns listade i Catalogue of Life.